# Lampertsweiler (Weißensberg)
Lampertsweiler (mundartlich Lambərschwilər) ist ein Dorf in der Gemeinde Weißensberg im bayerisch-schwäbischen Landkreis Lindau (Bodensee).

## Geografie
Das Dorf liegt circa zwei Kilometer nördlich des Hauptorts Weißensberg. Östlich des Orts verläuft die Bundesautobahn 96 und südlich die Bundesstraße 12.

## Geschichte
Lampertsweiler wurde erstmals urkundlich Mitte des 13. Jahrhunderts mit dem Ritter Berhtolt von Lampoltzwiler erwähnt. Der Ortsname setzt sich aus dem Personennamen Landbold und dem Grundwort -weiler zusammen. Im Jahr 1986 wurde eine Golfanlage eröffnet.

### Weiher
Im Jahr 1513 wurde südwestlich des Orts der Große Weiher, auch Neuweiher genannt, für die Fischzucht angelegt. Südlich des Orts befand sich der Kleine Weiher, auch Neglesee genannt. In den 1950er Jahren wurde der Große Weiher trockengelegt, aber wiederum in den 1980er Jahren in geringen Teilen renaturiert.